# 任倫
任倫（1456年—1500年），字秉元，河南睢陽衛人，軍籍，明朝政治人物。

## 生平
河南鄉試第二十九名，成化二十三年（1487年）丁未科會試第三百四十六名，第二甲第六名進士。弘治元年（1488年）十月除刑科給事中，八年四月升户科右，养病归乡。病愈至京，十二年四月復除吏科，十二年十二月轉吏科左，弘治十三年卒于官。

## 家族
曾祖任宣；祖父任質；父任廣，母王氏。具庆下。